# Gałki (powiat węgrowski)
Gałki – wieś w Polsce położona w województwie mazowieckim, w powiecie węgrowskim, w gminie Grębków. Ma status sołectwa.
| SIMC    | Nazwa         | Rodzaj  |
| ------- | ------------- | ------- |
| 0672018 | Kolonia Gałki | kolonia |

Wierni Kościoła rzymskokatolickiego należą do parafii Matki Bożej Królowej Korony Polskiej w Kopciach.
W latach 1975–1998 miejscowość należała administracyjnie do województwa siedleckiego.

## Historia
Wieś była własnością prywatną i do XVIII wieku wraz z okolicznymi terenami należała do rodu Gałeckich. Folwark Gałki został założony przez rodzinę Popielów w końcu XVIII wieku. W pobliżu wsi znajduje się zespół kilkunastu prywatnych stawów hodowlanych założonych w l.

## Zabytki
- Dwór w Gałkach - zbudowany po 1876 roku wg projektu architekta Bolesława Podczaszyńskiego na zlecenie Krzywińskiego, w miejscu drewnianego dworu Ignacego Popiela. Na początku XX wieku majątek przeszedł w posiadanie Władysława Kraśniewskiego. W 1920 roku kupił je Władysław Kupiel i założył wokół dworu stawy hodowlane. W latach trzydziestych w wyniku zadłużenia w banku majątek uległ parcelacji, w wyniku czego dwór do 1944 roku użytkowany był przez Romana Kowalskiego. Po wojnie majątek zajął PGR w Mieni co doprowadziło dwór do jego poważnej dewastacji. W 1980 roku zdewastowany zabytek przeszedł w ręce Rolniczej Spółdzielni Produkcyjnej w Jagodnem. Zrujnowany dwór został odnowiony przez rodzinę Gujskich.
- W niewielkim oddaleniu od dworu zachował się spichlerz, w którym urządzono skansen dawnych przedmiotów kultury materialnej, w tym narzędzi rolniczych.